# Agapetes linearifolia
Agapetes linearifolia är en ljungväxtart som beskrevs av Charles Baron Clarke. Agapetes linearifolia ingår i släktet Agapetes och familjen ljungväxter. Inga underarter finns listade i Catalogue of Life.